# Jugurtia dispar
Jugurtia dispar är en stekelart som först beskrevs av Dufour 1851.  Jugurtia dispar ingår i släktet Jugurtia och familjen Masaridae. Inga underarter finns listade i Catalogue of Life.